# Myzomorphus poultoni
Myzomorphus poultoni là một loài bọ cánh cứng trong họ Cerambycidae.